# Копыленко, Виталий Петрович
Вита́лий Петро́вич Копыле́нко (укр. Віталій Петрович Копиленко, род. 1 февраля 1984) — украинский боксёр-профессионал, выступающий в средний вес (до 72,574кг) категории. Мастер спорта Украины по кикбоксингу. Чемпион мира по версии WBF 2012 года в среднем весе. Чемпион по версии WBF Inter-Continental 2012 года. Чемпион Европы EBU External 2013 года.

## Любительская карьера
Виталий впервые провёл поединок в региональном турнире в 1999 году в региональном чемпионате Киева по кикбоксингу апрель 1999, заняв 1 место, весовая категория до 57 кг. Киев, Украина.
В 1999 году региональный чемпионат Киева по кикбоксингу апрель 1999, заняв 1 место, весовая категория до 57 кг. Киев, Украина.
Участие в 2000 году на чемпионате Киева «Дзони Чорнобиля» по боксу. Выиграв 3 место в весовой категории до 57 кг.
В 2000 году завоевал бронзу в Соревнованиях по боксу 2000, Бровары, Украина.
В 2001 году выиграл региональный чемпионат по боксу, заняв 2 место. Киев, Украина.
В 2002 году принял участие в чемпионате Украины 2002 по любительскому кикбоксингу, до 60 кг, и завоевал бронзовую медаль. Чернигов, Украина
Виталий участвовал в 2003 году в международном турнире по боксу 3-6 ноября 2003. Выиграв 3 место в весовой категории до 60 кг. Киев, Украина.
В 2004 год завоевал серебро в открытом чемпионате по кикбоксингу лайт-контакт 2004, Киев, Украина.
Участие в матчевой встрече в 2005 году, выиграл 1 место в региональном чемпионате по боксу до 64 кг. Прилуки, Украина.
В 2005 году принял участие в международном турнире 2005 — до 64 кг по боксу и завоевал 1 место.
Виталий участвовал в 2006 году в чемпионате Украины по любительскому кикбоксингу среди взрослых, раздел фул-контакт. Категория 67 кг. Выиграв 1 место. Днепропетровск, Украина.
В 2006 году завоевал 1 место в открытом чемпионате по кикбоксингу 2006, Киев, Украина.

## Профессиональная карьера
- 2012 —  Интернациональный чемпион по версии WBF Inter-Continental в среднем весе (до 72, 574кг) оставлен вакантным.
- 2012 —  Чемпион мира по версии WBF в среднем весе (до 72,574 кг) оставлен вакантным.
- 2013 —  Чемпион Европы по версии EBU External в среднем весе (до 72,547 кг).

## Статистика профессиональных боёв
В таблице перечислены результаты всех поединков боксёров.
В каждой строке указан результат поединка. Дополнительно номер поединка обозначен цветом, который обозначает итог поединка. Расшифровка обозначений и цветов представлена в нижеследующей таблице.
| Пример | Расшифровка                     |
| ------ | ------------------------------- |
|        | Победа                          |
|        | Ничья                           |
|        | Поражение                       |
|        | Планируемый поединок            |
|        | Поединок признан несостоявшимся |
| КО     | Нокаут                          |
| ТКО    | Технический нокаут              |
| PTS    | Решение судей (по очкам)        |
| UD     | Единогласное решение судей      |
| MD     | Решение большинства судей       |
| SD     | Раздельное решение судей        |
| RTD    | Отказ от продолжения боя        |
| DQ     | Дисквалификация                 |
| NC     | Поединок признан несостоявшимся |

| Результат | Соперник              | Показатели соперника | Тип | Раунд, Время | Дата             | Место                                      | Подробности                                                                 |
| --------- | --------------------- | -------------------- | --- | ------------ | ---------------- | ------------------------------------------ | --------------------------------------------------------------------------- |
| 28-3      | Роб Брант             | 25-2-0               | RTD | 5 (10)       | 22 августа 2020  | MGM Grand, Лас-Вегас, Невада, США          |                                                                             |
| 28-2      | Стивен Батлер         | 26-1-1               | SD  | 10 (10)      | 2 мая 2019       | Hard Rock Hotel and Casino, Лас-Вегас, США | Бой за вакантный титул чемпиона по версии WBC International в среднем весе. |
| 28-1      | Жан Карлос Родригес   | 5-4-0                | RTD | 3 (8)        | 14 декабря 2018  | Санто-Доминго, Доминиканская Республика    |                                                                             |
| 27-1      | Джонатан Батиста      | 16-11-0              | TKO | 3 (10)       | 17 февраля 2018  | Орландо, США                               |                                                                             |
| 26-1      | Мигело Таварез        | 0-31-0               | RTD | 1 (10)       | 26 января 2017   | Санто-Доминго, Доминиканская Республика    |                                                                             |
| 25-1      | Роберто Йонг          | 5-10-2               | UD  | 6 (6)        | 19 ноября 2016   | Хейнс Сити, США                            |                                                                             |
| 24-1      | Лекан Байфилд         | 6-7-2                | UD  | 8 (8)        | 18 апреля 2015   | Верона, США                                |                                                                             |
| 23-1      | Шерзод Рахимов        | Дебют                | RTD | 1 (6)        | 24 августа 2014  | Выборг, Россия                             |                                                                             |
| 22-1      | Вилли Монро мл.       | 16-1-0               | UD  | 8 (8)        | 18 апреля 2014   | Верона, США                                |                                                                             |
| 22-0      | Серрессо Форт         | 17-2-1               | TKO | 2 (6)        | 28 февраля 2014  | Хаммонд, США                               |                                                                             |
| 21-0      | Марко Бензон          | 5-3-0                | TD  | 5 (8)        | 5 октября 2013   | Ряззино, Швейцария                         |                                                                             |
| 20-0      | Вук Митич             | 13-1-0               | KO  | 6 (12)       | 8 июня 2013      | Аскона, Швейцария                          | Завоевал вакантный титул EBU External в среднем весе.                       |
| 19-0      | Даниил Борисов        | 4-6-0                | TKO | 2 (6)        | 13 апреля 2013   | Локарно, Швейцария                         |                                                                             |
| 18-0      | Витор Са              | 27-7-0               | KO  | 3 (12)       | 14 июля 2012     | Киев, Украина                              | Завоевал вакантный титул чемпиона мира по версии WBF в среднем весе.        |
| 17-0      | Василий Тарабаров     | 22-0-1               | RTD | 4 (12)       | 17 марта 2012    | Киев, Украина                              | Завоевал вакантный титул по версии WBF Inter-Continental в среднем весе.    |
| 16-0      | Вадим Астапюк         | 9-19-1               | KO  | 5 (8)        | 14 октября 2011  | Аскона, Швейцария                          |                                                                             |
| 15-0      | Роман Дехканов        | 10-3-0               | TKO | 2 (6)        | 20 августа 2011  | Берн, Швейцария                            |                                                                             |
| 14-0      | Сергей Наварка (2)    | 7-30-0               | UD  | 8 (8)        | 28 мая 2011      | Враца, Болгария                            |                                                                             |
| 13-0      | Сергей Лабков         | 2-5-0                | TKO | 5 (6)        | 1 апреля 2011    | Аскона, Швейцария                          |                                                                             |
| 12-0      | Здравко Николов       | 5-6-0                | TKO | 7 (8)        | 26 декабря 2010  | Берн, Швейцария                            |                                                                             |
| 11-0      | Шандор Рамоча         | 9-7-0                | MD  | 6 (6)        | 16 октября 2010  | Хорген, Швейцария                          |                                                                             |
| 10-0      | Сергей Наварка        | 7-27-0               | UD  | 6 (6)        | 31 июля 2010     | Минск, Белоруссия                          |                                                                             |
| 9-0       | Себастьян Скшипчински | 2-0-1                | UD  | 6 (6)        | 18 июля 2010     | Базель, Швейцария                          |                                                                             |
| 8-0       | Эндрит Вука           | 2-0-0                | UD  | 6 (6)        | 6 июня 2009      | Баден, Швейцария                           |                                                                             |
| 7-0       | Маркос Муньос         | 6-16-3               | UD  | 6 (6)        | 18 апреля 2009   | Аскона, Швейцария                          |                                                                             |
| 6-0       | Рауль Асенсио         | 4-23-2               | UD  | 6 (6)        | 6 марта 2009     | Мартиньи, Швейцария                        |                                                                             |
| 5-0       | Мерджидин Юсеинов     | 1-2-1                | UD  | 6 (6)        | 27 декабря 2008  | Лугано, Швейцария                          |                                                                             |
| 4-0       | Йордан Любомиров      | Дебют                | KO  | 2 (6)        | 20 сентября 2008 | Берн, Швейцария                            |                                                                             |
| 3-0       | Георги Валевски       | 0-1-0                | TKO | 4 (6)        | 25 июля 2008     | Аскона, Швейцария                          |                                                                             |
| 2-0       | Кристиан Боззони      | 1-2-0                | UD  | 6 (6)        | 18 апреля 2008   | Лугано, Швейцария                          |                                                                             |
| 1-0       | Арнольд Овусу         | Дебют                | TKO | 1 (4)        | 2 февраля 2008   | Киев, Украина                              | Дебют на профессиональном ринге в первом среднем весе.                      |

## Личная жизнь
Виталий Копыленко окончил Херсонский Национальный технический университет. Женат. Супруга — Юлия. Хобби: авто, рыбалка, охота.